# Moshe Wilenski

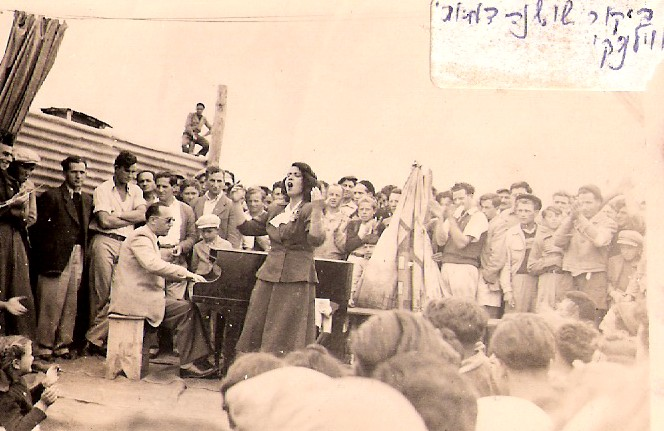
Moshe Wilensky tocando el piano, entreteniendo a la gente en los campos de desplazados en Chipre (ca. 1947-1948)

Moshe Wilensky (en hebreo: משה וילנסקי‎, también, " Vilensky "; 17 de abril de 1910 - 2 de enero de 1997) fue un compositor, letrista y pianista polaco - israelí. Se le considera un "pionero de la canción israelí" y uno de los principales compositores de Israel, y fue ganador del Premio Israel, el más alto honor del Estado.

## Biografía
Wilensky nació en Varsovia, Polonia, hijo de Zelig y Henia (de soltera Liebman). Estudió música en el Conservatorio de Varsovia, especializándose en dirección y composición, y emigró a Eretz Israel en 1932. Se casó con Bertha Yakimovska en 1939. Wilensky murió en 1997.

## Carrera musical
Pianista y compositor, Wilensky escribió música para teatros y bandas musicales de las Fuerzas de Defensa de Israel, incluido el coro Nahal en la década de 1950. Trabajó con la orquesta Kol Yisrael.
La música de Wilensky combina música eslava y música oriental. Compuso para películas, obras de teatro, bailes de hora, canciones de cabaret y melodías para niños, y escribió casi 1500 canciones durante su vida. Entre sus canciones se encuentran "Kalaniyot" ("Anémonas"), " Hayu Zmanim " ("En esos tiempos)", "Otoño", "Llama dos veces y espera", "Cada día que pierdo", "La última batalla" y "Mul Har Sinai" ("Frente al Monte Sinaí"). Escribió música para muchos de los poemas de Natan Alterman. En 1962, la israelí Esther Reichstadt ganó el segundo premio en el festival internacional de la canción de Polonia, organizado por Wilensky, con su canción "Otoño".
En 1983, Wilensky recibió el Premio Israel, por canción hebrea (melodía). En 1990, la Orquesta Filarmónica de Israel ofreció un concierto especial en honor a su 80 cumpleaños. En 1998, la Sociedad de Autores, Compositores y Editores de Música de Israel (ACUM) nombró a su Premio a la Canción del Año el "Premio Moshe Wilensky".